# Bati (Cameroun)
Pour les articles homonymes, voir Bati.
Bati est un village de la Région de l'Ouest au Cameroun, en pays Bamiléké, situé dans le département de Bamboutos, arrondissement de Galim. Il s'agit d'un ensemble de petits villages et quartiers, ayant à leurs têtes des Chefs Traditionnels.  
Bati est un royaume ayant à sa tête un chef supérieur de deuxième degré. 

## Organisation traditionnelle
Le village Bati est organisé autour de son chef supérieur qui est le garant de l'institution appelée Chefferie. 
Le chef est le guide suprême et la figure la plus visible de cette institution. il est appelé "FO". A côté du FO, tout aussi visible que lui mais moins puissant et moins important, se trouvent ceux qui composent sa suite officielle à savoir les Wala et les tambueh. Il s'agit des notables inamovibles constitués en conseils des 7 et 9, des autres cercles de notables amovibles constitués des hommes préalablement sans titre dans la communauté et anoblis par la suite (notables princes par exemple) et de tous les autres cercles, fratries(kuh'gang, laling, madjong) et associations initiatiques(nekang, yang yang) ou régulatrices qui gravitent autour du Fo et qui existent dans le village et participent de près ou de loin à l'administration, la protection spirituelle et physique, la construction, la régénération et la pérennisation de la communauté.

## Géographie

### Situation géographique
Le village Bati est situé à 11 km à l'est du chef-lieu communal Galim, au Nord-ouest du département des Bamboutos, Mér. : 10°26’; Par. : 5°39'. Bati partage les frontières avec les villages Bagam, Bamenyam et Bamendjing.

### Sols
Les sols de Bati  sont en grande partie les cendres crachées par le mont Mbapit dans le département du Noun, limitrophe du village. Ces sols noirs et riches sont pour la plupart des cas sur roches volcaniques poreuses (pouzzolane).

### Démographie
La population du village Bati est estimé 9540 habitants en 2014  selon le dernier recensement de la population camerounaise de 2005.

## Cultes
La paroisse catholique Saint Simon de Bati-Galim relève de la doyenné de Mbouda du diocèse de Bafoussam.

## Économie

### Agriculture
L’agriculture est la principale activité économique du village Bati. Elle est basée essentiellement sur les cultures vivrières (maïs, haricot, principalement) et maraîchères (tomate, pastèque, gombo, aubergine). 
Le café, principalement cultures qui a marqué l'espace après l'indépendance, a connu un déclin à partir des années 1990 avec la crise économique qui a engendré la baisse drastique des prix du café sur le marché mondial.  

### Élevage
L’élevage est essentiellement du type traditionnel. Des populations de la commune élèvent autour de leurs  cases de la volaille, des chèvres et moutons qui sont attachés dans les parcelles en jachère ou laissés en divagation. 

### Artisanat
L’artisanat se résume à la fabrication des chaises en bambou et en rotin, des paniers, corbeilles et sacs en fibre de raphia, la sculpture sur bois est rare.